# Ksenia Solo
Ksenia Solo (Letônia, 8 de outubro de 1987) é uma atriz canadense, mais conhecida por seus papéis como Tasha em Life Unexpected e como Kenzi em Lost Girl. Em 2017, ela integrou o elenco da série Project Blue Book, do canal History Channel, no papel da espiã russa Susie Miller.

## Carreira
Ksenia Solo começou sua carreira atuando em um episódio da série I Was a Sixth Grade Alien em 2000 e no curta metragem Man of Substance em 2001. Fez o papel de Zoey Jones na serie canadense Renegadepress.com do canal APTN oque fez com que a atriz ganhase o Gemini Award em 2005 e 2006 por Melhor Performance em Programa Infanto - Juvenil por seu trabalho na série. Ela fez participações em outros series de TV e filmes canadenses como Love Thy Neighbor e Mayday, alem de ter aparecido como convidada na serie de televisão Kojak.
Em 2010, Solo fez um pequeno papel no filme de Darren Aronofsky Cisne Negro estrelando Natalie Portman e Mila Kunis.
Solo estrelou até 2015 a serie Lost Girl do canal Showcase no papel de Kenzi, onde ganhou o Gemini Award de Melhor Performance de uma Atriz em um papel Coadjuvante em Séria Dramática de 2011. Tambem teve um papel recorrente como Natasha "Tasha" Siviac em Life Unexpected.

## Vida pessoal
Ksenia Solo nasceu em 8 outubro de 1987, na Letónia. Ela foi criada no Canadá e é de ascendência russa e atualmente mora em Los Angeles. Solo estudou balé até os 14 anos, quando sofreu uma lesão nas costas que obrigou-a a parar. Sua mãe é uma ex-bailarina que virou atriz de teatro.

## Filmografia
| Ano       | Título                                    | Papel                      | Nota                              |
| --------- | ----------------------------------------- | -------------------------- | --------------------------------- |
| 2001      | Man of Substance                          | Hannah                     | Curta Metragem                    |
| 2003      | The Republic of Love                      | Micheline                  |                                   |
| 2010      | Cisne Negro                               | Veronica                   |                                   |
| 2011      | The Factory                               | Emma                       |                                   |
| 2011      | “ PET ”                                   | class="wikitable sortable" |                                   |
| Ano       | Título                                    | Papel                      | Nota                              |
| 2000      | I Was a Sixth Grade Alien                 | Xhanthippe                 | Episódio: "Bride of Pleskit!"     |
| 2000      | Earth: Final Conflict                     | Kathy Simmons              | Episódio: "Take No Prisoners"     |
| 2001      | My Louisiana Sky                          | Abby Lynn Anders           | Filme para TV                     |
| 2001      | What Girls Learn                          | Girl                       | Filme para TV                     |
| 2002      | Sins of the Father                        | Lucinda                    | Filme para TV                     |
| 2002      | Adventure Inc.                            | Natalie                    | Episódio: "Village of the Lost"   |
| 2003      | Defending Our Kids: The Julie Posey Story | Kristyn Posey              | Filme para TV                     |
| 2004      | Missing                                   | Megan Hahn                 | Episódio: "Judgement Day"         |
| 2004–2008 | Renegadepress.com                         | Zoey Jones                 | 42 episódios                      |
| 2005      | Kojak                                     | Angela Howard              | Episódio: "All Bets Off: Part 1"  |
| 2006      | Love Thy Neighbor                         | Erin Benson                | Filme para TV                     |
| 2007      | Cold Case                                 | Lena                       | Episódio: "Cargo"                 |
| 2008      | Moonlight                                 | Bonnie Morrow              | Episódio: "Fated to Pretend"      |
| 2009      | Crime Stories                             | Waitress                   | Episódio: "The Happy Face Killer" |
| 2009      | The Cleaner                               | Callie Bell                | Episódio: "Cinderella"            |
| 2010–2015 | Lost Girl                                 | Kenzi                      | Elenco Regular                    |
| 2010–2011 | Life Unexpected                           | Natasha Siviac             | 13 episódios                      |
| 2011      | Nikita                                    | Irina                      | Episódio: "Alexandra"             |
| 2011      | Locke & Key                               | Dodge                      | Filme para TV                     |
| 2015      | Orphan Black                              | Shay                       | 6 episódios                       |
| 2019–20   | Project Blue Book                         | Susie Miller               | Temporadas 1 e 2 (20 episódios)   |